# طائر كاسر الجوز الصخري الغربي
كاسر الجوز الصخري الغربي أو خازن البندق الصخري الغربي (الاسم العلمي:  Sitta neumayer) (يعرف هذا النوع من الطيور أحيانا مجردا باسم كاسر الجوز الصخري) هو نوع من أنواع الطيور الجاثمة الصغيرة حجما والتي تتكاثر في المناطق الممتدة من كرواتيا شرقا وعبر اليونان وتركيا ووصولا إلى إيران. طير خازن البندق من هذا النوع يعتبر مقيم دائم إلى حد كبير في المناطق التي يعيش بها؛ بصرف النظر عن بعض انتشاراته وتشتته بعد فترة موسم التكاثر. تعتبر طيور كاسر الجوز الشرقية (الاسم العلمي:  Sitta tephronota) نوع منفصل، وتتواجد شرقًا في جنوب - وسط آسيا.

## التواجد
تعتبر طيور كاسر الجوز الغربي كطيور ترتبط وتتعلق بالموائل ذات الصخور المكشوفة؛ خاصة في المناطق الجبلية. والطيور منها التي تتواجد وتعيش في ارتفاعات شاهقة، قد تتنتقل للعيش في مناطق منخفضة خلال فصل الشتاء.

## التغذية
تتغذى هذه الطيور على الحشرات والعناكب في فصل الصيف، وتستكمل نظامها الغذائي هذا بتناول البذور والحلزونات في فصل الشتاء. تتغذى هذه الطيور وهي على سطح الأرض، وتقوم بحشر مواد أكبر في الشقوق الصخرية ومن ثم تدقها لتفتحها بمنقارها القوي. ومن الممكن أن تصطاد هذه الطيور فرائسها خلال الطيران أيضا.

## الوصف
يبلغ طول طيور كاسر الجوز الغربي حوالي ما يقارب 13.5سم، وهي أصغر حجما بفارق بسيط من خازن البندق الأوراسي، ولديها رأس كبير؛ شكل راسها نموذجي لشكل رؤوس طيور كاسرة البندق عامة، ذيلها قصير ومنقارها وأقدامها قوية. هذه الطيور ذات أرجل طويلة ومنقار طويل بالمقارنة مع معظم أقاربها من أنواع الطيور.
النوع S. n. neumayer المتواجد في جنوب شرق أوروبا لونه رمادي داكن في الجزء العلوي، ولها خط عين بارز وطويل ولونه أسود. حلقها وأجزائها السفلية لونها أبيض ويتحول هذا اللون إلى اللون الصفراوي-الرملي عند منطقة البطن. الجنسان؛ أي الذكر والانثى، متشابهان، والطيور الصغيرة منظرها هو عبارة عن نفس منظر الطيور البالغة ولكن بشكل باهت. هنالك نوعان آخران مشابهان ومتواجدان في غرب مداها الآسيوي لكن لونهما أقل بروزًا.
نوع Sn tschitscherini المتواجد في غرب إيران لونه رمادي باهت وله خط عين اقل بروزا. نوع Sn plumbea المتواجد في جنوب إيران يشبه نوع tschitscherini ، ولكن الاجزاء السفلية لديه لونها رمادي.

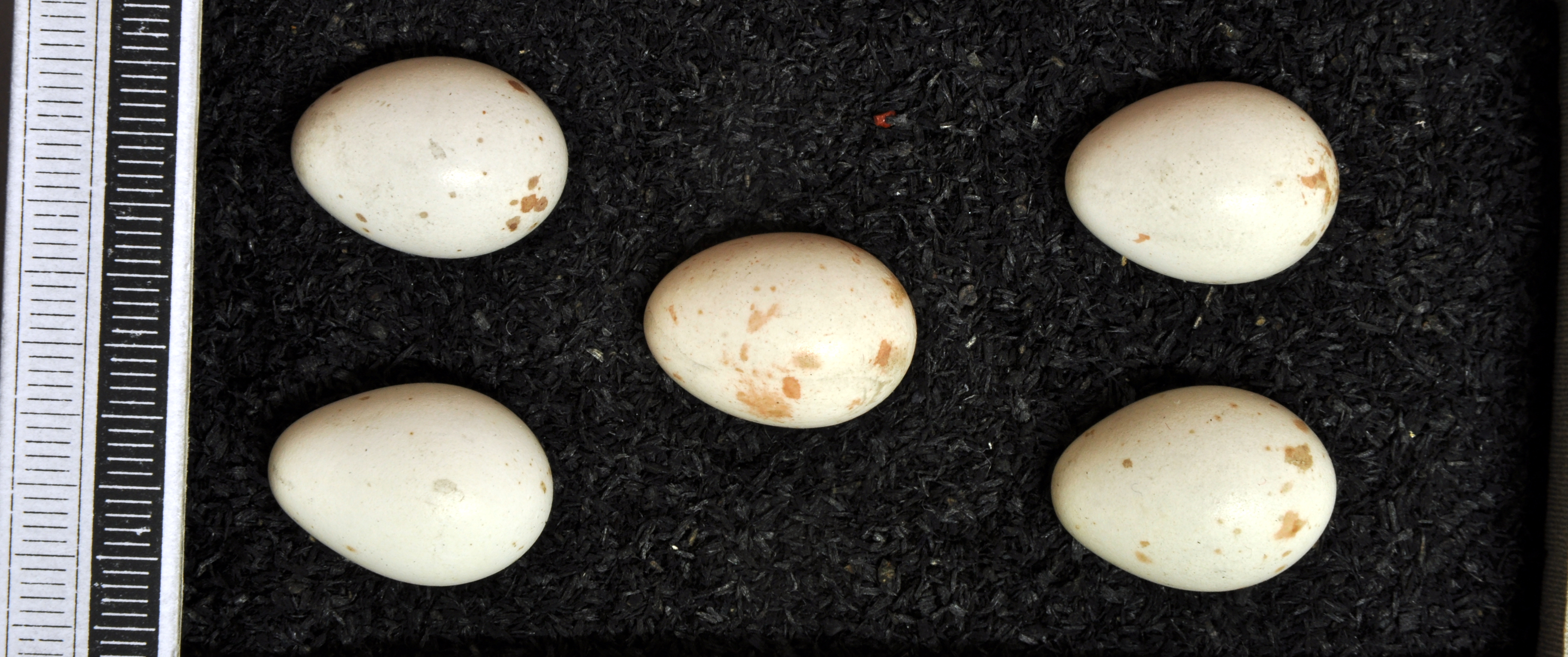
بيض الطائر، مجموعة في متحف فيسبادن

هذا النوع من الطيور المناطقية يبني عشًا على شكل قارورة، حيث يستعمل مواد كالطين والروث والشعر أو الريش لبناء اعشاشه في شق صخري أو كهف أو تحت امتداد صخري على وجه الصخر. قد يقوم هذا الطير بوضع اغراض للتزيين في الشقوق والتصدعات بالقرب من مدخل العش. تفرش هذه الطيور وتصفف العش بمواد ناعمية ولينة وتحكم اغلاق المدخل بواسطة استخدام الطين. يتم وضع ما بين 4 - 10 بيوض، ويكون لونها ابيض مرقط باللون الأصفر.
هذه الطيور شائعة الوجود في معظم مدى تواجدها؛ في أي موائل تعتبرها مناسبة للعيش.
اعتقد بلينيوس الأكبر أن هذه الطيور هي التي قد ألهمت الإنسان ببناء منازل من تراب الأرض؛ أي عن طريق تقليد طيور كاسر الجوز الصخري الغربي بكيفية بناء أعشاشها.